# Euhesma viridescens
Euhesma viridescens är en biart som beskrevs av Exley 2001. Euhesma viridescens ingår i släktet Euhesma och familjen korttungebin. Inga underarter finns listade i Catalogue of Life.

## Bildgalleri

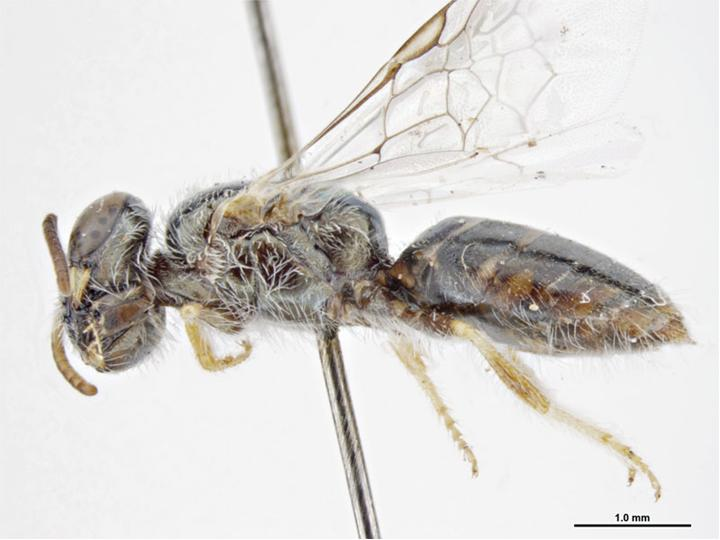